# Comunidad de comunas Orillas del Saona
La Comunidad de comunas Orillas del Saona, también denominada Comunidad de comunas Saint-Jean-de-Losne – Seurre (Communauté de communes Rives de Saône, CC Saint Jean de Losne Seurre en francés), es una estructura intercomunal francesa situada en el departamento francés de Côte-d'Or de la región de Borgoña.

## Historia
Fue creada el 23 de diciembre de 2004, con la unión de dieciséis de las diecisiete comunas del antiguo cantón de Saint-Jean-de-Losne con veintiuna de las veintitrés comunas del antiguo cantón de Seurre, que hasta ese momento pertenecían, aquellas al SIVOM de Saint-Jean-de-Losne y éstas al SIVOM de Seurre, que fueron suprimidas pasando todos sus efectivos a la nueva comunidad de comunas.
El 1 de enero de 2014, la comuna de Brazey-en-Plaine, del cantón de Saint-Jean-de-Losne, pasó a formar parte de la comunidad.
Todas las comunas actualmente forman parte del cantón de Brazey-en-Plaine.

## Nombre
Debe su nombre a que la comunidad se haya a las orillas del Saona, así como que pertenecían a los cantones de Saint-Jean-de-Losne y Seurre.

## Composición
La Comunidad de comunas reagrupa 38 comunas:
| Comuna                     | Código INSEE | Cantón           | Población (2012) | Superficie (km²) | Densidad (hab./km²) |
| -------------------------- | ------------ | ---------------- | ---------------- | ---------------- | ------------------- |
| Aubigny-en-Plaine          | 21031        | Brazey-en-Plaine | 435              | 6.34             | 69                  |
| Auvillars-sur-Saône        | 21035        | Brazey-en-Plaine | 323              | 6.74             | 48                  |
| Bagnot                     | 21042        | Brazey-en-Plaine | 151              | 12.57            | 12                  |
| Bonnencontre               | 21089        | Brazey-en-Plaine | 448              | 10.83            | 41                  |
| Bousselange                | 21095        | Brazey-en-Plaine | 53               | 7.2              | 7                   |
| Brazey-en-Plaine           | 21103        | Brazey-en-Plaine | 2524             | 25.55            | 99                  |
| Broin                      | 21112        | Brazey-en-Plaine | 447              | 14.18            | 32                  |
| Chamblanc                  | 21131        | Brazey-en-Plaine | 550              | 10.21            | 54                  |
| Charrey-sur-Saône          | 21148        | Brazey-en-Plaine | 359              | 5.75             | 62                  |
| Chivres                    | 21172        | Brazey-en-Plaine | 283              | 8.23             | 34                  |
| Échenon                    | 21239        | Brazey-en-Plaine | 750              | 15.86            | 47                  |
| Esbarres                   | 21249        | Brazey-en-Plaine | 750              | 15.86            | 47                  |
| Franxault                  | 21285        | Brazey-en-Plaine | 444              | 12.32            | 36                  |
| Glanon                     | 21301        | Brazey-en-Plaine | 230              | 3.65             | 63                  |
| Grosbois-lès-Tichey        | 21311        | Brazey-en-Plaine | 76               | 4.85             | 16                  |
| Jallanges                  | 21322        | Brazey-en-Plaine | 341              | 7.48             | 46                  |
| Labergement-lès-Seurre     | 21332        | Brazey-en-Plaine | 1021             | 28.83            | 35                  |
| Labruyère                  | 21333        | Brazey-en-Plaine | 222              | 7.28             | 30                  |
| Lanthes                    | 21340        | Brazey-en-Plaine | 258              | 9.79             | 26                  |
| Laperrière-sur-Saône       | 21342        | Brazey-en-Plaine | 427              | 11.17            | 38                  |
| Lechâtelet                 | 21344        | Brazey-en-Plaine | 212              | 3.64             | 58                  |
| Losne                      | 21356        | Brazey-en-Plaine | 1709             | 22.61            | 76                  |
| Magny-lès-Aubigny          | 21366        | Brazey-en-Plaine | 209              | 6.99             | 30                  |
| Montagny-lès-Seurre        | 21424        | Brazey-en-Plaine | 110              | 7.16             | 15                  |
| Montmain                   | 21436        | Brazey-en-Plaine | 134              | 9.07             | 15                  |
| Montot                     | 21440        | Brazey-en-Plaine | 207              | 7.51             | 28                  |
| Pagny-la-Ville             | 21474        | Brazey-en-Plaine | 412              | 6.73             | 61                  |
| Pagny-le-Château           | 21475        | Brazey-en-Plaine | 500              | 24.23            | 21                  |
| Pouilly-sur-Saône          | 21502        | Brazey-en-Plaine | 675              | 5.15             | 131                 |
| Saint-Jean-de-Losne        | 21554        | Brazey-en-Plaine | 1177             | 0.6              | 1962                |
| Saint-Seine-en-Bâche       | 21572        | Brazey-en-Plaine | 298              | 8.38             | 36                  |
| Saint-Symphorien-sur-Saône | 21575        | Brazey-en-Plaine | 374              | 7.9              | 47                  |
| Saint-Usage                | 21577        | Brazey-en-Plaine | 1289             | 9.36             | 138                 |
| Samerey                    | 21581        | Brazey-en-Plaine | 138              | 7.02             | 20                  |
| Seurre                     | 21607        | Brazey-en-Plaine | 2466             | 8.99             | 274                 |
| Tichey                     | 21637        | Brazey-en-Plaine | 224              | 6.88             | 33                  |
| Trouhans                   | 21645        | Brazey-en-Plaine | 645              | 10.6             | 61                  |
| Trugny                     | 21647        | Brazey-en-Plaine | 126              | 6.86             | 18                  |

## Competencias
La comunidad es un organismo público de cooperación intercomunal.
Sus recursos provienen del impuesto sobre los rendimientos del trabajo único, del sistema de contribuciones que se aplica a los residuos y asignaciones y subvenciones de diversos socios.
Sus competencias en general se centran en el desarrollo económico, medio ambiental, de empleo y los servicios comunitarios a los habitantes:
- Ordenación del Territorio
  - Plan de Coherencia Territorial (SCOT, en francés).
  - Plan Sectorial.
- Desarrollo y organización económica
  - Acción de desarrollo económico de las actividades industriales, comerciales o de empleo, (apoyo de las actividades agrícolas y forestales...).
  - Creación, organización, mantenimiento y gestión de zonas de actividades industriales, comerciales, terciario, artesanal o turístico.
- Desarrollo y organización social y cultural
  - Actividades culturales y socioculturales.
  - Actividades deportivas.
  - Construcción y/u organización, mantenimiento, gestión de equipamientos o establecimientos culturales, socioculturales, socioeducativos, deportivos…, etc.
  - Transporte escolar.
- Medio ambiente
  - Saneamiento no colectivo.
  - Recogida y tratamiento de los residuos urbanos y asimilados.
  - Protección y valorización del Medio Ambiente.
- Vivienda y hábitat
  - Programa local del hábitat.
- Servicio de vías públicas
  - Creación, organización y mantenimiento del servicio de vías públicas.
- Otros
  - Adquisición comunal de material.
  - Informática, Talleres vecinales.